# Żukówko (Żukowo)
Żukówko (kaszb. Żukòwkò) – część wsi Żukowo, położona w województwie zachodniopomorskim, w powiecie sławieńskim, w gminie Sławno. 
W latach 1975–1998 miejscowość administracyjnie należała do województwa słupskiego.